# Lo scippo (film 2001)
Lo scippo è un film del 2001 diretto da Massimo De Pascale.
Prodotto da Suburbia multimedia con la partecipazione di Tele+.

## Trama
La storia d'amore tra Max e Jo: un viaggio iniziatico che è anche un pretesto per descrivere un ambiente in cui si muovono travestiti, puttane e rapitori, con i loro drammi e i loro amori. I protagonisti vivono con distacco la quotidianità, fatta di furti, prostituzione e gioco, come due personaggi di una fiaba finiti per errore in un documentario di cronaca.

## Distribuzione
Nel 2001 fu presentato al 19º Torino film festival nella sezione Orizzonte Europa 2001.
Nei cinema il film debutta il 19 ottobre 2002.
Distribuito nei circuiti di cinema indipendente.
Trasmesso sui canali SKY dedicati al cinema.